# Янива

Янива — река в России, протекает по Чердынскому району Пермского края. Устье реки находится в 4,2 км по правому берегу реки Сыпан. Длина реки составляет 15 км.
Исток реки в 10 км к югу от деревни Пильва. Река течёт на юг и юго-запад, всё течение проходит по ненаселённому лесному массиву.

## Данные водного реестра
По данным государственного водного реестра России относится к Камскому бассейновому округу, водохозяйственный участок реки — Кама от истока до водомерного поста у села Бондюг, речной подбассейн реки — бассейны притоков Камы до впадения Белой. Речной бассейн реки — Кама.
По данным геоинформационной системы водохозяйственного районирования территории РФ, подготовленной Федеральным агентством водных ресурсов:
- Код водного объекта в государственном водном реестре — 10010100112111100003727
- Код по гидрологической изученности (ГИ) — 111100372
- Код бассейна — 10.01.01.001
- Номер тома по ГИ — 11
- Выпуск по ГИ — 1